# Ritorno di Ulisse
Il Ritorno di Ulisse è un affresco staccato (125x152 cm) di Pinturicchio, databile al 1508-1509 e conservato nella National Gallery di Londra. Proviene dal ciclo del Salone del palazzo del Magnifico a Siena, residenza di Pandolfo Petrucci.

## Storia
In occasione probabilmente delle nozze del primogenito Borghese Petrucci con Vittoria Piccolomini del 22 settembre 1509, il "Magnifico" Pandolfo Petrucci fece riccamente decorare il salone del suo nuovo palazzo senese, richiedendo i migliori maestri presenti in città, tra cui Signorelli, Girolamo Genga e il Pinturicchio.
Pinturicchio in particolare curò il soffitto, ispirato alla Volta dorata della Domus Aurea, oggi al Metropolitan Museum, e almeno due affreschi delle pareti, staccati verso il 1840 e confluiti, tramite le collezioni di Joly de Bammeville, nel museo londinese. Essi rappresentano la Riconciliazione di Coriolano, che alludeva al tema del passaggio dinastico tra padre e figlio, e il Ritorno di Ulisse.

## Descrizione e stile
Nella camera di Penelope irrompe in primo piano Telemaco, seguito dai Proci sorpresi e dal padre Ulisse (ancora sulla soglia), che sorprende la madre mentre tesse la leggendaria tela. Oltre la finestra si apre un paesaggio in cui sono accennate alcune peripezie del viaggio di Ulisse: l'isola di Circe, le sirene e il naufragio. La scena nasconde allusioni alla vita politica dell'epoca, con le insidie che simboleggiano i pericoli passati da Siena per mano di Cesare Borgia, in procinto di conquistarla, ed Ulisse sarebbe Pandolfo Petrucci stesso, reduce dall'esilio, anticipato dal figlio, come di fatto avvenne nel 1503.
L'inquadratura prospettica è ben proporzionata, col telaio in ripido scorcio e le figure grandi che denotano la monumentalità raggiunta da Pinturicchio nella sua ultima fase artistica. Nonostante i danni alla superficie pittorica, restano ancora oggi molti dettagli estremamente curati, come l'arco e la faretra di Ulisse appesi al telaio, i gioielli e le vesti preziose, oppure di vivo naturalismo, come l'ancella e il gatto che gioca con la palla in primo piano.